# Agat (computadora)
El Agat (en ruso: Агат) fue una serie de computadoras de 8 bits producidas en la Unión Soviética. Se utilizó el mismo microprocesador MOS Technology 6502 que Apple II y Commodore 64. Comisionada por el Ministerio de Radio de la URSS, durante muchos años fue un microcomputadora popular en las escuelas soviéticas. Presentada por primera vez en una feria comercial de Moscú en 1983, el Agat se produjo principalmente entre 1984 y 1990, aunque es posible que en 1993 se haya fabricado un número limitado de unidades. Para 1988, se produjeron alrededor de 12.000 unidades. durante 9 meses de 1989, alrededor de 7.000.  

## Arquitectura y Diseño

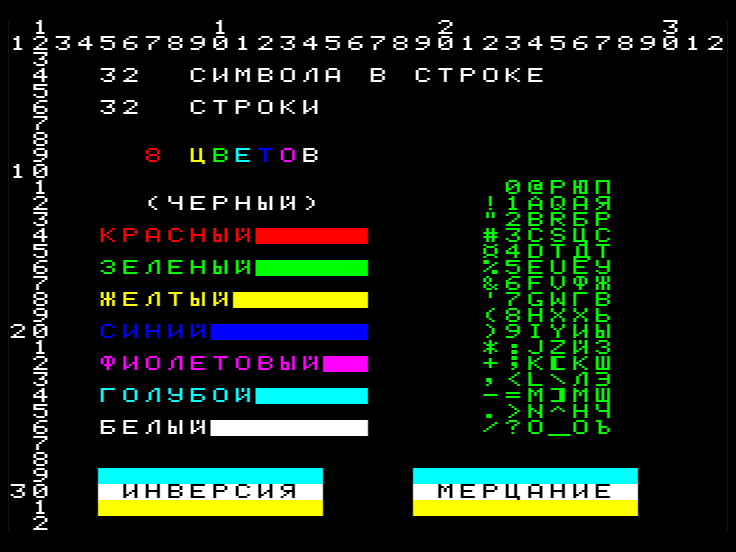
Agat 32x32 modo de texto

El Agat se inspiró principalmente en Apple II, aunque es muy diferente en diseño. Una CPU de "serie 588 particionada" producida en el país se utilizó en las primeras series de preproducción, que simulaban el conjunto de instrucciones del microprocesador MOS Technology 6502. Si bien esto permitió cierto grado de compatibilidad con Apple, las diferencias de tiempo entre las dos CPU hicieron que ciertas tareas (como el acceso a disquetes y la generación de sonido) fueran imposibles. Los modelos posteriores incorporaron CPU MOS 6502 reales que permitieron un mayor grado de interoperabilidad entre las dos plataformas. 
Las primeras ediciones del Agat venían con un lector de cinta de casete y un teclado, aunque las ediciones posteriores reemplazaron el lector de cinta con una unidad de disquete de 5¼ pulgadas. El teclado utilizaba el diseño estándar del teclado ruso y ofrecía una opción entre símbolos cirílicos o latinos. Los modelos anteriores tenían una capacidad de actualización muy limitada, pero los modelos posteriores incorporaron actualizaciones adicionales y ranuras periféricas para permitir la expansión. Otros periféricos disponibles incluyen una impresora, mouse y actualizaciones de memoria. La pantalla se proporcionó a través de un 30 cm Secam, en lugar de un monitor de computadora especializado, que estaba conectado al resto de la máquina a través de un cable de 1 metro de largo.

## Ediciones
Además del modelo inicial, se produjeron varias versiones diferentes del Agat:
- Agat-4: una pequeña cantidad de este modelo se lanzó en 1983. Aunque popular, rápidamente se volvió obsoleto.
- Agat-7: el primer modelo producido en masa, presentado en 1984, presentaba más capacidades de memoria interna y de disco que el Agat-4.
- Agat-8: una versión actualizada y mejorada del Agat-7.
- Agat-9: el modelo final producido en masa, con muchas mejoras sobre el Agat-7 y Agat-8, incluidos modos de video adicionales, administración de memoria mejorada y compatibilidad mejorada con Apple II + 64K.

## Producción
La ejecución inicial de las máquinas Agat-4 se produjo en la "Planta Electromecánica Lianozovsky" (LEMZ). La producción fue difícil, ya que las instalaciones de LEMZ estaban más destinadas a la producción de vehículos de motor y equipos de radar, en lugar de computadoras, y la administración de la planta no estaba estrechamente asociada con los diseñadores de Agat. Las producciones futuras se produjeron en instalaciones más apropiadas, como la "Planta Volzhsky de Tecnología Informática" (EWT) y la "Planta Electromecánica Zagorski " (ZEMZ).

## Uso
En comparación con otras computadoras disponibles en la Unión Soviética en ese momento, el Agat era varias veces más barato, lo que condujo a su adopción generalizada en las escuelas y otras instituciones educativas en toda la Unión Soviética y el Bloque Oriental. Esto se refleja en el hecho de que la mayoría del software disponible para Agat es de naturaleza educativa, incluido un intérprete BASIC, programas de edición de texto y el paquete "Shkol'nitsa" ("colegiala"), diseñado para ayudar a los maestros en el salón de clases. 
El precio oficial de venta del Agat fue de 3.900 rublos, tanto como veinte veces el salario mensual promedio, que lo puso fuera del alcance de todos, excepto los más privilegiados de los particulares. 

## Software
- "Colegiala" con lenguaje de programación Robic incluido.

## Recepción
En noviembre de 1984, la revista BYTE llamó a Agat "una mala copia de Apple". Si bien afirmó que "mis impresiones generales fueron favorables, teniendo en cuenta la fuente", el revisor encontró que "el sistema operativo y la ROM parecían ser un impulso directo de Apple", las partes internas eran un "laberinto de alambre de pesadilla", y que el rendimiento fue notablemente más lento que el de una verdadera Apple. Informó que ELORG planeaba vender la computadora (con software) por $ 17,000, y que sus funcionarios quedaron "conmocionados" cuando se les dijo cuánta potencia informática compraría esa cantidad de dinero en los Estados Unidos. El crítico concluyó, "no tendría ninguna oportunidad en el mercado internacional de hoy, incluso si lo regalaran. No tiene el esmalte ni la sofisticación para competir".
Yuri Rogachyov, una de las figuras clave en la historia de la industria informática soviética, cofundador de las computadoras de la serie M y jefe del Instituto de Investigación Científica de Complejos de Computación en 1983-1988, declaró que las computadoras Agat no eran producido en el momento en que el revisor de BYTE llegó a la Unión Soviética, y que lo que vio durante una visita al Complejo de microcirugía ocular Fyodorov en Moscú en 1982 fue un dispositivo de maqueta personalizado diseñado para probar y depurar software médico, teniendo poca relación incluso con los primeros sistemas Agat.